# Hestina yankowskyi
Hestina yankowskyi är en fjärilsart som beskrevs av Grose-smith och Kirby 1891. Hestina yankowskyi ingår i släktet Hestina och familjen praktfjärilar. Inga underarter finns listade i Catalogue of Life.